# Gnaphalopoda carnei
Gnaphalopoda carnei är en skalbaggsart som beskrevs av Britton 1987. Gnaphalopoda carnei ingår i släktet Gnaphalopoda och familjen Melolonthidae. Inga underarter finns listade i Catalogue of Life.